# Atoll-Nunatakker
Die Atoll-Nunatakker sind eine Gruppe Nunatakker im Osten der westantarktischen Alexander-I.-Insel. Sie ragen dort an der Nordflanke des Uranus-Gletschers in einer Entfernung von 5 km westlich des Mount Ariel auf.
Die Formation wurde anhand von Trimetrogon-Luftaufnahmen der US-amerikanischen Ronne Antarctic Research Expedition (1947–1948) und durch Vermessungen des britischen Falkland Islands Dependencies Survey zwischen 1948 und 1950 kartiert. Das UK Antarctic Place-Names Committee benannte sie so, da die einzelnen Nunatakker ringförmig wie auf einem Atoll angeordnet sind.